# شان دری
شان دری (انگلیسی: Shaun Derry؛ زادهٔ ۶ دسامبر ۱۹۷۷) یک بازیکن فوتبال، و سرمربی (فوتبال) اهل بریتانیا است.